# Suche (obwód połtawski)
Suche (ukr. Сухе) – wieś na Ukrainie, w obwodzie połtawskim, w rejonie połtawskim, w hromadzie Kobelaky. W 2001 liczyła 166 mieszkańców, spośród których 161 wskazało jako ojczysty język ukraiński, 4 rosyjski, 1 węgierski, a 1 białoruski.